# Баџер (Аљаска)
Баџер (енгл. Badger) насељено је место без административног статуса у америчкој савезној држави Аљаска.

## Демографија
По попису из 2010. године број становника је 19.482.
| Група             | 2000.    | 2010.          |
| Белци             | 0 (0,0%) | 15.807 (81,1%) |
| Афроамериканци    | 0 (0,0%) | 534 (2,7%)     |
| Азијати           | 0 (0,0%) | 322 (1,7%)     |
| Хиспаноамериканци | 0 (0,0%) | 880 (4,5%)     |
| Укупно            | 0        | 19.482         |